# 鳴海千秋
鳴海 千秋（なるみ ちあき、1996年12月10日 - ）は、日本のグラビアアイドル。

## 作品
- Fantasy（2016年7月20日、タスクオフィス）
- スレンダーボディでキュッと締ったキュートなお尻のちぃchanが手ブラしてくれて、ずっーと見つめてくれるし幸せ（2016年11月10日、IMPACT）
- Sweets 9（2016年12月20日、タスクオフィス） - しほの涼・鳴海千秋・香坂葵・碧風歌・松下夏那・八坂芽留・佐藤理亜のオムニバス
- Dreaming（2017年2月20日、タスクオフィス）
- Sweets 13（2017年4月20日、タスクオフィス） - 一色杏子・松下夏那・森泉りの・碧風歌・北優香・鳴海千秋のオムニバス
- 純情美少女 第2章 千秋の妄想イチィチャ編（2017年4月25日、ウーノ）
- 美少女組曲第7番~ちらみ（2017年8月25日、QH映像）
- すき・すき・大好き（2017年10月20日、タスクオフィス）
- ハナミズキ（2018年2月20日、タスクオフィス）
- VENUS（2018年3月16日、MBDメディアブランド）[2]
- 妄想の中でキミと僕は…（2018年8月20日、タスクオフィス）
- お色気モンスター（2019年1月25日、FACE）
- お色気レボリューション（2019年7月25日、FACE）
- Pretty! premium（2020年2月21日、MBDメディアブランド）[3]
- Pretty! Premium 鳴海千秋2（2020年11月20日、MBDメディアブランド）
- 百合の咲く丘（2021年2月19日、MBDメディアブランド）栗山ことねとの共演
- Moon Magic（2021年10月23日、COMACHI）